# La Posada de Santa Fe

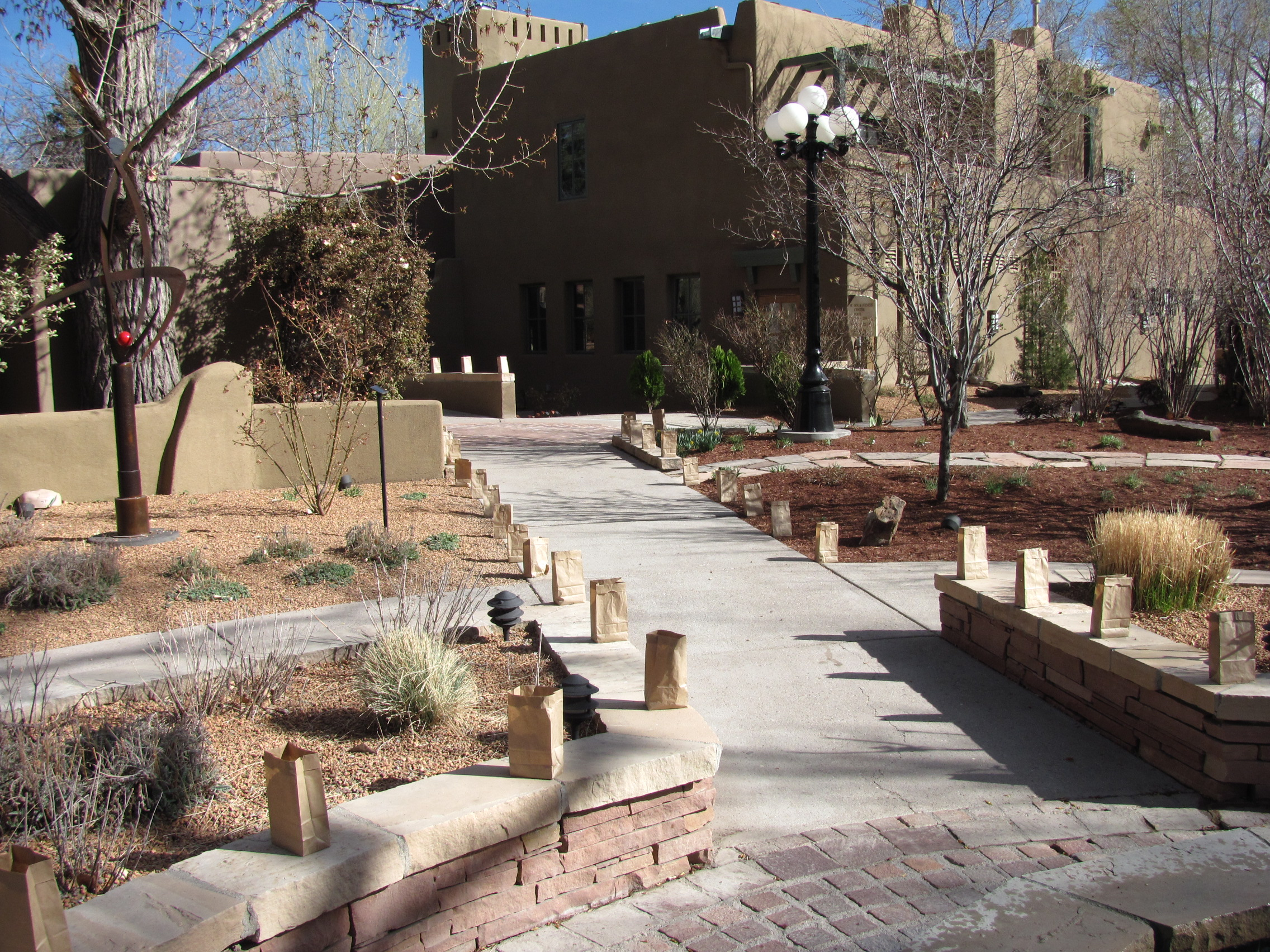
La Posada en 2011

La Posada de Santa Fe, antes conocida como La Posada Inn, es un hotel en Santa Fe, Nuevo México que tiene su origen en una mansión construida en 1882.

## Mansión staab
En 1882, el comerciante Abraham Staab construyó una mansión de tres pisos al estilo del Segundo Imperio francés en el corazón de Santa Fe. Fue la primera mansión de ladrillo de Santa Fe. La propiedad era el hogar de Staab, su esposa y sus seis hijos. Algunos relatos afirman que la propiedad está encantada por el espíritu de la esposa de Abraham, Julia Schuster Staub. Julia murió en 1896 y Abraham en 1913.

## Creación de Posada La Posada
En 1930, Robert H. Nason de Chicago compró la casa Staab y los terrenos circundantes. Nason construyó un edificio estilo Santa Fe con 30 apartamentos en la propiedad. El edificio de apartamentos, diseñado y construido por Dick Riley, abrió sus puertas en 1935 con el nombre de La Posada. La mansión original también se convirtió en ocho apartamentos. Luego, Nason agregó un hotel, La Posada Inn, y un restaurante, el Cactus Tea Room. La posada fue arrendada al Sr. y la Sra. Harvey S. Durand Jr. en 1953.

## Renovaciones posteriores
En 1987 y 1988, los propietarios emprendieron una renovación de $ 2 millones del bar y las habitaciones de la Posada (incluidas las casitas que habían servido como establos o dependencias en la finca Staab) y agregaron ocho nuevas habitaciones en un complejo de suites ejecutivas separado.
La Posada fue comprada en 1997 por Olympus Corp., una firma de bienes raíces de Dallas. El nuevo dueño cerró la propiedad en noviembre de 1998 para una renovación y expansión, diseñada por los arquitectos Lloyd & Tryk, que supuestamente costó entre $12 y $18 millones. Reabrió en agosto de 1999 con 159 habitaciones, nueve edificios nuevos, un spa de 5000 pies cuadrados, 4500 pies cuadrados de espacio para reuniones y conferencias, una piscina nueva y 40 habitaciones nuevas para un total de 159 casitas y suites. Las nuevas estructuras fueron diseñadas para ajustarse al pueblo de la propiedad o a la arquitectura de estilo territorial.
En 2013, Joseph C. Smith compró la propiedad al prestamista del propietario anterior. Smith afilió el hotel a Starwood Hotels & Resorts. Es miembro de los Hoteles Históricos de América.